# شانزلیزه
شانز اِلیزه شانزِلیزه، شانزه‌لیزه (به فرانسوی: Champs-Elysées) خیابانی اعیان‌نشین و از معابر اصلی شهر پاریس است. خیابان شانزلیزه در منطقه ۸ پاریس پایتخت فرانسه واقع شده‌است. فرانسوی‌ها شانزلیزه را «la plus belle avenue du monde» یعنی «زیباترین خیابان جهان» نیز می‌نامند.
خیابان شانزلیزه با کافه‌تراس‌های معروف و فروشگاه‌ها و سالن‌های تئاتر لوکس یکی از معروف‌ترین خیابان‌های جهان است.
معنی شانزلیزه «دشتِ الیزه» است و کاخ الیزه نیز در نزدیکی این خیابان قرار گرفته‌است. الیزه در اساطیر یونان به معنی بهشت است.

## درباره خیابان
این بلوار به طول ۱٬۹۱۰ متر در منطقه ۸ پاریس و در شمال غربی این شهر قرار دارد. این خیابان از میدان کنکورد آغاز شده و به میدان شارل دوگل (میدان اِتوال) ختم می‌شود. شانزلیزه بخشی از محور تاریخی (Axe historique) پاریس به‌شمار می‌آید.
از طاق پیروزی در انتهای غربی خیابان، با عنوان تاج خیابان شانزلیزه یاد می‌شود.

## تاریخچه

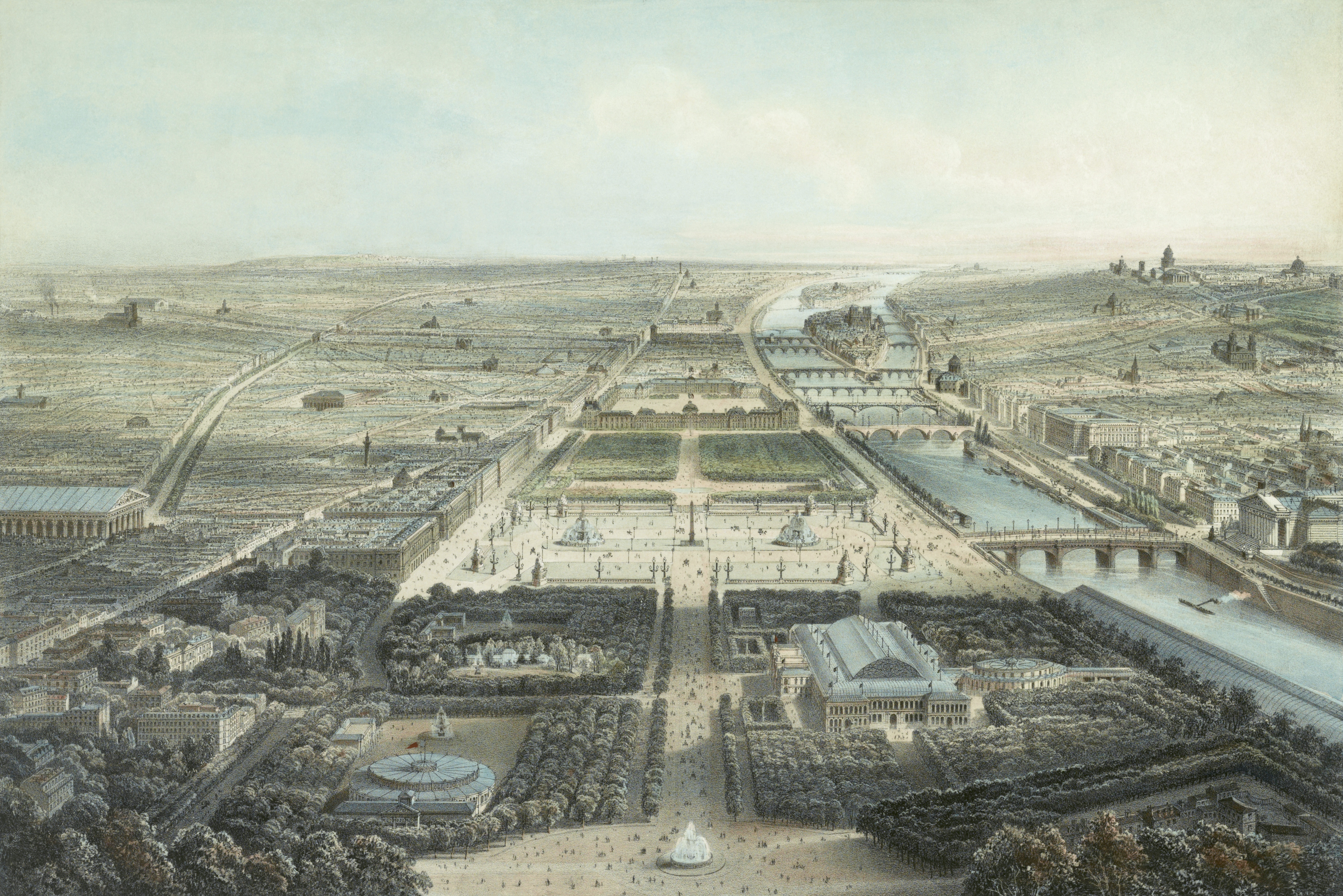
در سال ۱۸۶۰ میلادی.

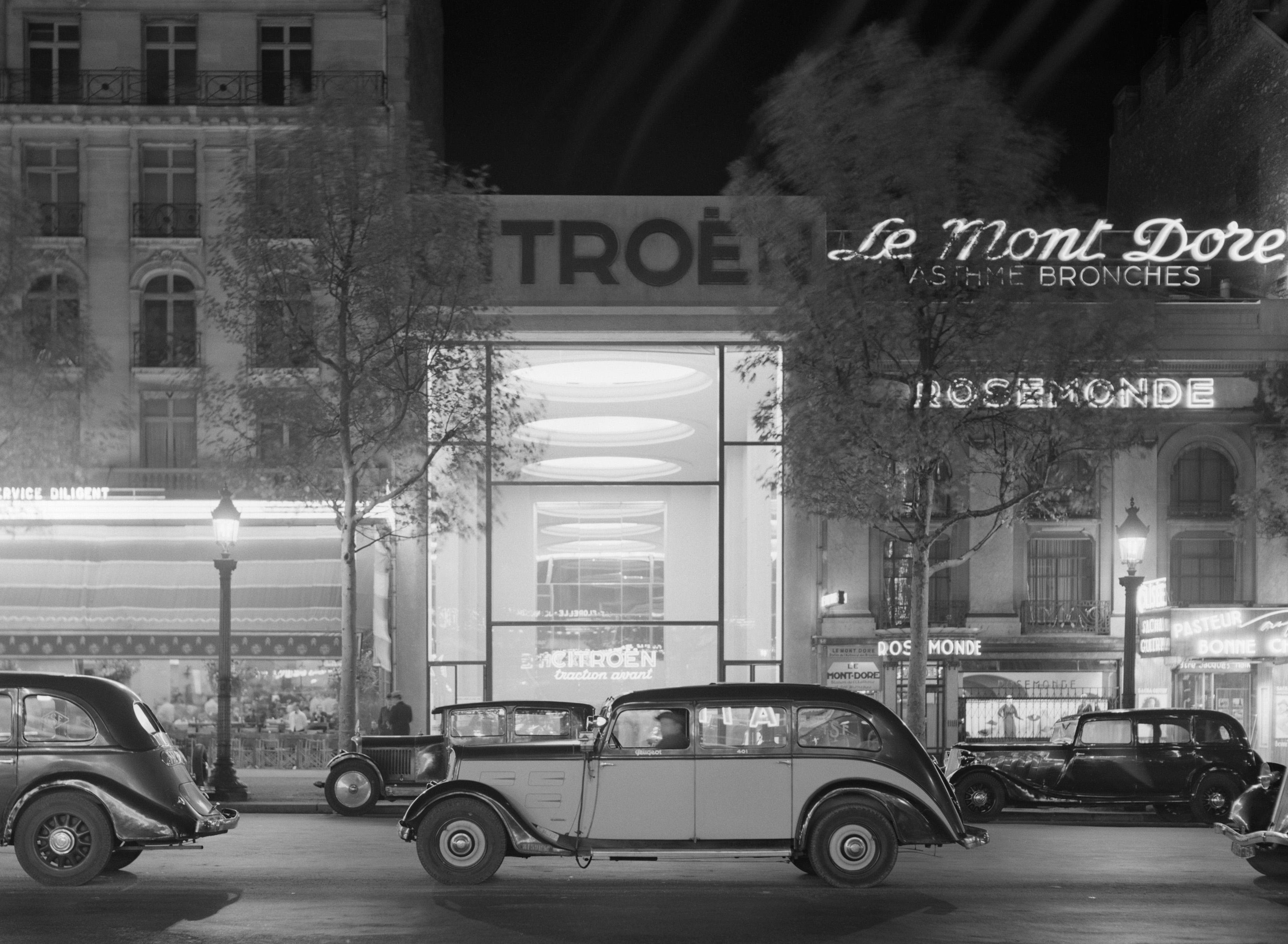
نگاره‌ای به‌سال ۱۹۳۵ میلادی از اتومبیل‌های در حال تردد در خیابان شانزه‌لیزه. نمایشگاه سیتروئن در پس زمینه تصویر دیده می‌شود.

شانزلیزه تا سال ۱۶۱۶ دشتی بود که در آن بازارهایی قرار داشت. در آن تاریخ ملکه ماری مدیچی تصمیم گرفت محور باغ‌های باغ تویلری را با خیابانی درختکاری‌شده گسترش دهد.
هرساله در تاریخ ۱۴ ژوئیه مراسم رژه نظامی باشکوهی به مناسبت جشن‌های روز باستیل در خیابان شانزه‌لیزه پاریس برگزار می‌شود.